# Зулу
Зу́лу, или зулу́сский язык (самоназвание — isiZulu), — язык группы нгуни языков банту, распространённый, главным образом, на территории ЮАР.
Среди всех языков ЮАР именно зулу более всего распространён как первый язык (более 10 млн носителей); его могут понимать до половины населения страны, так как он в целом взаимопонимаем с близкородственными языками коса, свати и (северный) ндебеле.

## Лингвогеография
Основная масса носителей зулу сосредоточена в ЮАР. По переписи 2001 года, насчитывалось 10 677 305 человек с первым языком зулу. Как на втором в ЮАР на нём говорят ещё около 25 млн человек. Кроме того, он частично распространён в соседних странах:
- Лесото (248 тыс., 1993);
- Эсватини (76 тыс., 1993);
- Малави (37,5 тыс., перепись 1966 года);
- Мозамбик (1 798 чел., перепись 1980 года).

Таким образом, общее число носителей зулу как первого языка равняется 11 млн.

## История
Зулусы, как и другие бантуязычные этносы Южной Африки, появились в результате смешения мигрантов из центральных районов Африки и местного автохтонного населения — бушменов и готтентотов. Переселенцы были земледельцами, и они легко вытесняли бушменов и готтентотов с этих земель. Поскольку переселенцы-банту были строго экзогамны, они брали в жены женщин из покоренных народов: вследствие этого язык зулу подвергся сильному влиянию койсанских языков, что проявляется, в частности, в обилии щёлкающих звуков.
В начале XIX века зулусы под руководством Чаки начали активное продвижение с северной части территории, которая входит в современный Квазулу-Натал на юго-запад. Победив в борьбе за гегемонию клан Ндвандве, Чака провел военные реформы, которые позволили зулусам стать мощной военной силой, удерживающей земли между реками Тугела и Понгола. Бегство племен от власти зулусского королевства носит название Мфекане («рассеяние»); в его итоге группы, говорящие на языках, близких зулу, оказались расселены по всей юго-восточной Африке (см. ндебеле, нгони). Оно также способствовало созданию мини-государств, таких как нынешние Лесото и Эсватини.
В 1838 году произошло первое столкновение зулусов с бурскими колонистами во главе с Питом Ретифом. В 1842 году Натал стал колонией Великобритании, а в 1878 англичане напали на зулусов; потерпев поражение в битве при Изандлване, они одержали победу в войне после битвы при Улунди, и Зулуленд окончательно стал британской территорией. В то же время там разворачивалась миссионерская деятельность, деятельность церкви под руководством первого епископа провинции Д. У. Коленсо, что привело к разработке письменности для языка зулу и появлению первых печатных материалов (перевод Библии, 1883).
Язык зулу привлекал большое внимание лингвистов. Особенно известен К. М. Док, составивший вместе с Бенедиктом Вилакази подробные словарь и грамматику. Зулу даже называли «латынью для банту», поскольку Док впоследствии именно по образцу зулу описывал другие языки Южной Африки.
В 1901 год Джон Дубе создал «Институт „Охланге“», первое туземное учебное заведение в Южной Африке. Дубе также написал первый роман на зулу — Insila ka Shaka и основал зулусскую газету Ilanga lase Natal («Солнце Наталя»). Другие видные писатели: Реджинальд Дхломо, создавший серию исторических романов, тот же Бенедикт Вилакази, Освальд Мчали.
В годы апартеида преподавание на зулу, как и на других местных языках, велось только в младшей школе, затем предусматривался переход на английский или африкаанс. Литературы на зулу издавалось мало, хотя он считался официальным языком бантустана Квазулу. Сейчас зулу быстро навёрстывает упущенное: на нём ведётся преподавание, теле- и радиовещание. Поскольку знание зулу широко распространено среди незулусов, а сам язык без особых трудностей понимается носителями коса и свати, он стал по сути лингва-франка для восточной части ЮАР. Радиостанция «Ukhozi FM», вещающая на зулу, — крупнейшая в Африке, у неё самое большое количество дневных слушателей в стране.

## Алфавит и орфография
Язык зулу использует латиницу без дополнительных знаков. Тем не менее распространены диграфы (реже — триграфы); в частности, они используются для передачи придыхательных и щёлкающих звуков.
Алфавит приводится в таблице:
| a     | b         | bh    | c      | ch   | d    | dl  | e        | f   | g    | gc   | gq   | gx   | h   | hh   | hl   | i   | k     | kh   | l   | m    | n   | nc   |
| ----- | --------- | ----- | ------ | ---- | ---- | --- | -------- | --- | ---- | ---- | ---- | ---- | --- | ---- | ---- | --- | ----- | ---- | --- | ---- | --- | ---- |
| [a]   | [ɓ], [b]* | [b]   | [ǀ]    | [ǀʰ] | [d]  | [ɮ] | [e], [ɛ] | [f] | [g]  | [gǀ] | [gǃ] | [gǁ] | [h] | [ɦ]  | [ɬ]  | [i] | [k]** | [kʰ] | [l] | [m]  | [n] | [ŋǀ] |
| ngc   | ngq       | ngx   | nhl    | nq   | nx   | ny  | o        | p   | ph   | q    | qh   | s    | sh  | ts   | tsh  | u   | v     | w    | x   | xh   | y   | z    |
| [ŋgǀ] | [ŋgʰ]     | [ŋgǁ] | [ntɬʰ] | [ŋʰ] | [ŋǁ] | [ɲ] | [ɔ], [o] | [p] | [pʰ] | [ǃ]  | [ǃʰ] | [s]  | [ʃ] | [ts] | [tʃ] | [u] | [v]   | [w]  | [ǁ] | [ǁʰ] | [j] | [z]  |

Примечания к таблице:
- * [b] только после носовых;
- ** может произноситься со слабой глоттализацией, особенно между гласными.

## Лингвистическая характеристика

### Фонетика и фонология
Пример звучания языка зулу возможно услышать здесь.

#### Гласные
В языке зулу пять гласных: [a], [e] (с аллофоном [ɛ]), [i], [o] (с аллофоном [ɔ]), [u]. 

#### Согласные
Согласные языка зулу (за исключением щёлкающих) представлены в таблице:
|               |               | Губные | Альвеолярные | Альвеолярные | Палатальные | Велярные | Глоттальные |
| Центр.        | Латер.        | Губные |              |              | Палатальные | Велярные | Глоттальные |
| ------------- | ------------- | ------ | ------------ | ------------ | ----------- | -------- | ----------- |
| Носовые       | Носовые       | m      | n            |              | ɲ           | ŋ        |             |
| Взрывные      | Звонкие       | b      | d            |              |             | g        |             |
| Взрывные      | Глухие        | p      | t            |              |             | k        |             |
| Взрывные      | Придых.       | pʰ     | tʰ           |              |             | kʰ       |             |
| Аффрикаты     | Звонкие       |        |              |              | dʒ          |          |             |
| Аффрикаты     | Глухие        |        |              |              | tʃ          |          |             |
| Фрикативные   | Звонкие       | v      | z            | ɮ            |             |          | ɦ           |
| Фрикативные   | Глухие        | f      | s            | ɬ            | ʃ           |          | h           |
| Аппроксиманты | Аппроксиманты | w      | (r)          | l            | j           |          |             |

Щёлкающие согласные (по месту образования противопоставлены три ряда — латеральный, зубной и альвеолярный) противопоставлены по преназализации, звонкости/глухости и придыхательности. Они представлены в таблице:
|                           | Зубные | Альвеолярные | Боковые |
| ------------------------- | ------ | ------------ | ------- |
| Глухие                    | ǀ      | ǃ            | ǁ       |
| Звонкие                   | ᶢǀ     | ᶢǃ           | ᶢǁ      |
| Придыхательные            | ǀʰ     | ǃʰ           | ǁʰ      |
| Преназализованные         | ᵑǀ     | ᵑǃ           | ᵑǁ      |
| Звонкие преназализованные | ᵑᶢǀ    | ᵑᶢǃ          | ᵑᶢǁ     |

#### Тоны
Как и почти все прочие языки банту, зулу — тоновый язык. Его тоновая система достаточно типична для этой семьи: различаются два тона (высокий и низкий); высокий после звонких согласных реализуется как резко восходящий. Глаголы делятся на небольшое число классов; тоновый контур предсказуем, исходя из тона первого слога. В существительных ситуация сложнее; тоновый класс маркирован лексически. Гласный предпоследнего слога заметно удлиняется (как и в близкородственном коса). На письме тоны не обозначаются.

#### Чередования
Живые морфонологические чередования не очень характерны для зулу. Тем не менее, при образовании некоторых форм (например, пассива у глаголов, локативной и уменьшительной форм у имён) наблюдаются своеобразные переходы: ph > sh, p > tsh, bh > j, b > tsh, m > ny, mp > nytsh, mb > nyj. Они восходят к палатализации перед историческим [j].
Гласные u, o перед другим гласным обычно реализуются как w, e и i — как y. Гласный a сливается с последующим i в e, с u — в o. В определённых морфологических условиях гласные могут выпадать.

### Морфология
Язык зулу обладает обычной для языков банту агглютинативной морфологической системой с проявлениями фузии, в которой очень значимы именные классв. Показатели именного класса используются для обозначения числа, а также для согласования имени с прилагательными, глаголами, указательными местоимениями и пр. Всего в языке зулу 15 рядов согласования, объединяющихся в 10 именных классов.
Глагольная система зулу — также весьма обычная для семьи банту. В ней различаются две основы (это различие отражает видовременные противопоставления), а с помощью суффиксации передаются, в основном, изменения актантной структуры (пассив, аппликатив, каузатив и др.)

#### Именная морфология
Именные классы языка зулу представлены на таблице. В каждой паре первая приставка обозначает единственное число, второй — множественное. Распределение существительных по классам — лексическое (подобно распределению по родам в русском языке); тем не менее в нём можно выявить некоторые закономерности: так, к классам I/II и Іа/IІа относятся многие названия людей. Запись орфографическая.
|          | Префикс ед. ч. существительных | Префикс множ. ч. существительных | Префикс ед. ч. прилагательных | Префикс множ. ч. прилагательных |
| I/II     | um(u)-                         | aba-, abe-                       | om(u)-                        | aba-                            |
| Ia/IIa   | u-                             | o-                               | omu-                          | aba-                            |
| III/IV   | um(u)-                         | imi-                             | om(u)-                        | emi-                            |
| V/VI     | i(li)-                         | ama-, ame-                       | eli-                          | ama-                            |
| VII/VIII | isi-                           | izi-                             | esi-                          | ezim-, ezin-                    |
| IX/X     | im-, in-                       | izim-, izin-                     | em-, en-                      | ezim-, ezin-                    |
| XI/X     | u-                             | izim-, izin-                     | olu-                          | ezim-, ezin-                    |
| XIV      | ubu                            | --                               | obu                           | --                              |
| XV       | uku-                           | --                               | oku-                          | --                              |
| XVI      | не используется при именах     |                                  |                               |                                 |

Чаще всего для получения нужной приставки прилагательного необходимо добавить к именной приставке a и применить описанные выше правила слияния.
Двусложные показатели umu- (I класс) и ili- (V класс) употребляются при односложных именах. При обращении опускается первый гласный звук приставки: madoda «ребята!» (amadoda).
Кроме того, у существительных бывает так называемая «локативная форма», которая может обозначать различные пространственные отношения: e Goli «Йоханнесбург» (дословно «место золота», ср. название провинции Гаутенг), «в Йоханнесбург», «из Йоханнесбурга», «в Йоханнесбурге». Она образуется заменой префикса именного класса на ku- (в случае классов Ia, IIa), e- (в случае всех прочих классов) и добавлением суффикса -ini (-eni, -wini, -yini), который может вызывать особые чередования у губных.
Отношения притяжательности выражаются в зулу с помощью особой конструкции: субъектная приставка (см. #Глагол) класса, соответствующего объекту обладания, соединяется с формантом -a-, и этот сложный объект присоединяется к имени, обозначающему обладателя (зависимому), после чего применяются все указанные выше морфонологические правила. 
- Примеры: uhlelo (XI класс) lwesi Zulu «грамматика зулу» (lu-a-isi Zulu), inja yendoda «собака воина» (i-a-indoda).

Если зависимое является существительным класса Ia и IIa, вместо a используется показатель -ka-, а именная приставка u- выпадает: izinkomo zikababa «скот (моего) отца» (zi-ka-(u)baba). Если зависимым является имя в локативной форме, между местоименным согласователем и показателем e- вставляется -s: izilimi zase Ningizimu Afrika «языки ЮАР (e Ningizimu Afrika)» (очную форму местоименного согласователя см. в таблице местоимений).

#### Местоимения
Все местоимения в третьем лице согласуются по классу со своим антецедентом. Кроме того, существуют особые согласовательные суффиксы для местоимений — -nke «весь» и -dwa «один».
|             | Личное местоимение | Указательное местоимение «этот» | Указательное местоимение «тот» | Указательное местоимение «тот далеко» | Местоименный согласователь | Притяжательный суффикс | Притяжательный согласователь |
| 1 л. ед. ч. | mina               |                                 |                                |                                       | nge*                       | -mi                    |                              |
| 1 л. мн. ч. | thina              |                                 |                                |                                       | so                         | -ithu                  |                              |
| 2 л. ед. ч. | wena               |                                 |                                |                                       | we*                        | -ko                    |                              |
| 2 л. мн. ч. | nina               |                                 |                                |                                       | no                         | -inu                   |                              |
| Ia          | yena               | lo                              | lowo                           | lowaya                                | wo/ye**                    | -ke                    | wa-                          |
| IIa         | bona               | laba                            | labo                           | labaya                                | bo                         | -bo                    | ba-                          |
| III         | wona               | lo                              | lowo                           | lowaya                                | wo                         | -wo                    | wa-                          |
| IV          | yona               | le                              | leyo                           | leya                                  | yo                         | -yo                    | ya-                          |
| V           | lona               | leli                            | lelo                           | leliya                                | lo                         | -lo                    | -la                          |
| VI          | wona               | la                              | lawo                           | lawaya                                | o                          | -wo                    | a-                           |
| VII         | sona               | lesi                            | leso                           | lesiya                                | so                         | -so                    | sa-                          |
| VIII        | zona               | lezi                            | lezo                           | leziya                                | zo                         | -zo                    | za-                          |
| IX          | yona               | le                              | leyo                           | leya                                  | yo                         | -yo                    | ya-                          |
| X           | zona               | lezi                            | lezo                           | leziya                                | zo                         | -zo                    | -za                          |
| XI          | lona               | lolu                            | lolo                           | loluya                                | lo                         | -lo                    | lwa-                         |
| XIV         | bona               | lobu                            | lobo                           | lobuya                                | bo                         | -bo                    | ba-                          |
| XV          | khona              | lokhu                           | lokho                          | lokhuya                               | kho                        | -kho                   | khwa-                        |

Примечания к таблице:
- * только с -nke;
- ** wonke, но yedwa.

Притяжательные суффиксы употребляются подобно существительным в зависимом положении в конструкции обладания, то есть с притяжательным согласователем: ubaba wami «мой отец».

#### Глагол

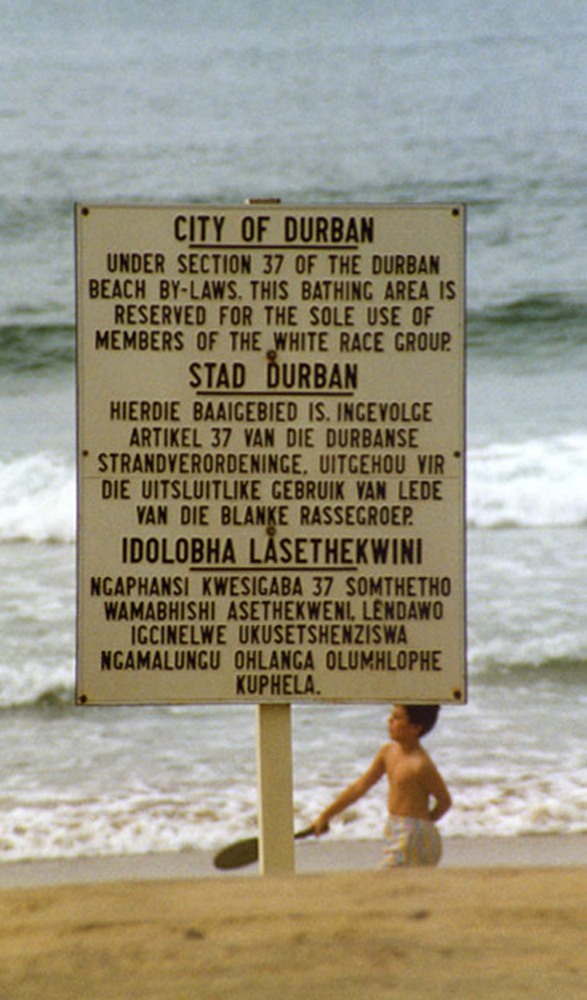
Табличка эпохи апартеида, запрещающая небелым пользоваться пляжем. Текст на английском, африкаанс и зулу

Глагольная система зулу также весьма обычна для семьи банту: обязательно согласование с подлежащим по классу с помощью специальных показателей; если прямое дополнение не выражено именной группой, то оно выражается с помощью приставки в глагольной словоформе, также согласующегося по классу (в ряде случаев это возможно и при наличии именного объекта). В системе времён существуют настоящее время, будущее (в двух вариантах) и прошедшее. Кроме того, в зулу существует форма «продолженного времени» на -ya-, о которой см. ниже, и перфективный показатель -(il)e. 
В зулу богатая система актантных дериваций, показателями которых являются различные суффиксы. Аналитических форм в зулу почти нет, но существуют сложные глагольные конструкции, восходящие к грамматикализованным аналитическим формам. В зулу нет единого способа выразить глагольное отрицание: способ его выражения зависит от видовременных свойств словоформы (иначе говоря, оно выражается кумулятивно с временем).
Порядок следования составляющих в глагольной словоформе зулу таков:
1. первая часть отрицательного циркумфикса;
2. субъектный согласователь;
3. временной показатель (включая -ya-) или показатель инфинитива;
4. объектный согласователь;
5. показатель деривации;
6. «конечный гласный» (участвует в образовании временных форм) либо вторая часть отрицательного циркумфикса.

##### Согласование
Формы субъектного и объектного показателей зависят от класса имён, которым они соответствуют. Для всех классов, кроме XI, XIV и XV, выполняется следующее соотношение субъектной и именной приставки:
- если в именной приставке содержится носовой согласный, то субъектный согласователь равен первому гласному звуку именной приставки;
- в противном случае субъектный согласователь равен именной приставке без первого гласного звука (NB! В V классе используется «полный» префикс li-).

|             | Субъектный | Объектный |
| 1 л. ед. ч. | (-)ngi-    | (-)ngi-   |
| 2 л. ед. ч. | u-         | -ku-      |
| 1 л. мн. ч. | (-)si-     | (-)si-    |
| 2 л. мн. ч. | (-)ni-     | (-)ni-    |
| I           | u-         | -m-       |
| II          | ba-        | -ba-      |
| III         | u-         | -wu-      |
| IV          | i-         | -yi-      |
| V           | li-        | -li-      |
| VI          | a-         | -wa-      |
| VII         | (-)si-     | (-)si-    |
| VIII        | (-)zi-     | (-)zi-    |
| IX          | i-         | -yi-      |
| X           | (-)zi-     | (-)zi-    |
| XI          | (-)lu-     | (-)lu-    |
| XIV         | (-)bu-     | (-)bu-    |
| XV          | (-)khu-    | (-)khu-   |

Согласователи 2 л. ед. ч. и 3 л. ед. ч. (оба записываются u-) различаются тоном (соответственно низким и высоким).

##### Видовременные формы
Важное место в системе глагольных форм зулу занимает форма с показателем -ya-, которую раньше толковали как форму продолженного времени (наподобие английских времён Continuous). Сейчас принято называть «длинные» формы с -ya- «дизъюнктными», а «краткие», соответственно, — «конъюнктными» (так же как подобные формы в других языках банту — например, тсвана). Смысл этого противопоставления примерно таков: дизъюнктная («долгая») форма указывает на то, что глагол является последним словом в предложении; соответственно, если после глагола в конъюнктной форме идёт выраженное именной группой прямое дополнение, оно находится некоторым образом вне синтаксической структуры или имеет некое коммуникативное выделение. Это объясняет употребление -ya- при переходных глаголах, идущих в конце предложения: ngiyabonga «спасибо» (досл. «я благодарю»), но ngibonga usizo lwakho «спасибо за вашу помощь». Кроме того, это объясняет, почему в «длинных» формах допустимы объектные согласователи даже при выраженном объекте: umfana uyayibona inja «Ребёнок видит собаку» (досл. «ребёнок он-её-видит — собаку»). Формы перфективного суффикса -e и -ile соотносятся так же, как «краткие» и «долгие» формы на -ya-.

Граффити с надписью на зулу

В видовременной системе взаимодействуют показатели собственно времени и видовые показатели: перфект на -(il)e и конструкции с инфиксами -be- и -so-, также указывающие на завершённость действия к тому отрезку времени, о котором говорится. В действительности, эти инфиксы являются итогом грамматикализации конструкций с перфектными формами глаголов -ba «быть» и -sa «идти», что подтверждается засвидетельствованными в ранних текстах (и иногда употребляемыми в официальной письменной речи) формами, где они сохраняют спряжение: nga-be ngi-zi-bulele, дословно: «я-был я-их-убил». В таблице спряжения эти «полные» формы приводятся наряду с более употребимыми «краткими». В качестве имперфективного инфикса может использоваться -sa; его употребление аналогично использованию -be и -so.
Временные формы образуются следующим образом (приводятся утвердительные и отрицательные формы глагола -hamba «идти» с согласователем 1 л. ед. ч.; показатель времени выделен полужирным шрифтом, показатель отрицания — курсивом; соответственно, полужирный курсив обозначает кумуляцию, обычный шрифт — собственно глагольную основу и те части словоформы, которые меняются в зависимости от субъекта):
|                           | Утверждение                               | Отрицание                         |
| Настоящее время           | ngi-hamba ngi-ya-hamba                    | a-ngi-hambi                       |
| Перфект                   | ngi-hambe ngi-hambile                     | a-ngi-hambanga'                   |
| Перфект с be-             | be-ngi-hamba                              | be-ngi-nga-hambi ngi-be ngi-hamba |
| Прошедшее время           | nga-hamba                                 | a-ngi-hambanga                    |
| Прошедшее время + перфект | nga-ngi-hambe nga-be ngi-hambe            | nga-ngi-nga-hambanga              |
| Будущее время             | ngi-zo-hamba ngi-yo-hamba                 | a-ngi-zu-hambi a-ngi-yu-hambi     |
| Будущее время с be-       | ngi-zo-be ngi-hamba                       | ngi-zo-be ngi-nga-hambi           |
| Будущее время + перфект   | ngi-zo-be ngi-hambe ngi-zo-be ngi-hambile | ngi-zo-be ngi-nga-hamb-anga       |

После отрицательного префикса a- субъектные согласователи 2 л. ед. ч. и классов I и Ia имеют специальные формы: соответственно -wu- и -ka-: awuhambi «ты не идёшь», akazuhambi «он(а) не пойдёт».
У форм будущего времени существуют также архаичные и почти не употребляемые в речи «долгие» разновидности с показателями -za- resp. -ya- в утвердительной форме и -zi- resp. -yi- в отрицательной, которые присоединяются к форме инфинитива и не подвергаются слиянию гласных: ngizaukuhamba «я пойду»; встречается и ngizokuhamba.

##### Другие глагольные формы
Инфинитив образуется помощью префикса -uku-: ngifuna ukuphuza «я хочу пить». Глаголы в этой форме могут принимать объектные согласователи: ngifuna ukumbona «я хочу его видеть».
Императив единственного числа совпадает с основой глагола, во множественном прибавляет суффикс -ni. Для выражения запрещения используется глагол musa «не делать» с инфинитивом: musani ukuhamba «не уходите».
Кроме индикатива, в зулу существуют другие наклонения: конъюнктив (выражает значения желания и долженствования), потенциалис (возможность), ирреалис (нереальное условие). Образуются они следующим образом:
- Конъюнктив (обязателен после некоторых союзов).
  - Прошедшее время отличается от прошедшего времени индикатива удлинением конечного гласного основы, не отражаемого на письме.
  - В утвердительной форме настоящего времени конечный гласный соответствующей формы индикатива переходит в -e; для выражения долженствования используется префикс ma-: ngihambe «я хочу идти», mangihambe «я должен идти». В отрицательной форме перед корнем ставится префикс nga, а конечный гласный основы переходит в i: ngingahambi «я не хочу идти», mangingahambi «я не должен идти».
  - В будущем времени используется либо префикс ma- в сочетании с инфиксом -yo (mangiyohamba), либо при помощи инфикса -bo- (ngibohamba). Отрицательная форма образуется только от второго варианта, при помощи инфикса -nga- и изменения конечной гласной: ngingabohambi.
- Потенциалис имеет только формы настоящего и прошедшего времени и образуется с помощью инфикса nga: ngangingahamba «я мог идти», ngingahamba «я могу идти»; в отрицательной форме инфикс меняется на nge, а конечный гласный основы — на -e.
- Ирреалис образуется с помощью префикса nga- и инфикса ya, ставящихся перед формой инфинитива: ngangiyaukuhamba «я бы пошёл»; для отрицания перед -ya- ставится инфикс -nga-: ngangingayaukuhamba «я не пошёл бы».

Существует и ещё ряд малоупотребительных финитных форм, а также несколько аналитических конструкций с различными смысловыми глаголами.

##### Актантные деривации
Типичная для языков банту черта — богатая система актантных и других глагольных дериваций. В зулу представлены следующие суффиксы:
- Пассив (-wa; вызывает особые чередования у губных);
- Статив (-eka, -akala);
- Каузатив (-isa): -bona «видеть» → bonisa «показывать»;
- Аппликатив (преобразование косвенного дополнения в прямое; -ela);
- Интенсив (-is(is)a): -bona «видеть» → 'bonisisa «ясно видеть»;
- Реципрок (-ana);
- Аттенуатив (образуется полной или частичной редупликацией глагольной основы).

#### Другие части речи
Прочие части речи в зулу в основном неизменяемы, обычно выделяется всеобъемлющая категория «частиц», куда входят застывшие наречные образования (в основном от имён — emhlane «сзади», изначально локативная форма существительно umhlane «спина»), «определительные частицы» (принимающие согласовательные префиксы прилагательных: izinkomo ezilapha «скот здешний»), «союзные частицы» (неизменяемые слова, примерно соответствующие союзам других языков), «предложные частицы» (предлоги), «собственно частицы» (вопросительные слова типа na «что?», njani «как?»). Особый класс в зулу, как и в других языках банту, составляют идеофоны (звукоподражания), используемые при глаголах и встречающиеся очень часто: wawuthi bu bu bu (досл.: «он делал бу, бу, бу») «он сбивал огонь».

### Синтаксис
Порядок слов в предложении — SVO (подлежащее — сказуемое — прямое дополнение); косвенные дополнения и обстоятельства идут в самом конце предложения. Определение чаще всего следует за определяемым словом: abafazi bomuzi «женщины крааля», umntwana lowo «мальчик этот» (однако lo umntwana).
Глагол согласуется по лицу и классу с подлежащим; при невыраженном прямом дополнении — и с последним (в особых условиях возможно согласование с выраженным прямым объектом, см. раздел #Видо-временные формы).
Прямое дополнение идёт непосредственно после глагола. В случае каузативных и аппликативных глаголов (когда принято говорить о «двух» прямых объектах) на первом месте идёт то дополнение, которое вводится в этой актантной деривации: balethela umfana incwadi «(они) принесли мальчику книгу» (ср. без аппликативного аффикса baletha incwadi «(они) принесли книгу»). Соответственно употребляются и объектные согласователи: bamlethela umfana incwadi (досл.: «они-его принесли мальчика книгу»).
Придаточные предложения не обнаруживают особенной специфики по сравнению с главными (за исключением обязательности употребления конъюнктива в некоторых типах придаточных). В зулу (как и в других языках группы нгуни) интересными особенностями обладают относительные придаточные: в то время как в других (близко родственных нгуни) языках Южной Африки (группа сото-тсвана, тсонга, венда) они образуются с помощью частиц, стоящих в начале предложения (фактически союзов), в группе нгуни используется специальный набор субъектных согласователей (почти совпадающих с адъективными), присоединяющихся к главному глаголу определительного придаточного и указывающих на его субъект (кроме того, в конце может ставиться суффикс -yo): umuntu ukhuluma «человек говорит», но umuntu okhuluma(yo) «человек, который говорит».

### Лексика
Поскольку зулу развивается в условиях широко распространённого дву- и многоязычия (а также с учётом того, что во времена апартеида на зулу не велось преподавания на уровне выше младшей школы), в него проникло множество заимствований из европейских языков — в первую очередь, из английского и африкаанс, при этом заимствованные слова приспосабливаются к фонологическому строю зулу (в частности, к ограниченному строению слога CVC и запрету на расположение согласных в конце слова): itafula «стол» (африк. tafel), ikhilomitha «километр» (англ. kilometre). Обычно заимствования оформляются по V классу. Важное исключения составляют слова, начинающиеся на s + согласный: такое сочетание согласных в начале слова недопустимо, оно претерпевает вставку гласных: англ. school (или афр. skool) → isikole «школа». Получившееся сочетание isi- переосмысливается как именной префикс класса VII, и множественное число строится, соответственно, по классу VIII: izikole «школы».
Многие слова из зулу проникли в южноафриканский английский, а несколько — и в литературный английский; так, названия животных импала и мамба — зулусские слова. Ещё одно известное зулусское слово — ubuntu «человечность», которым назван один из дистрибутивов ОС GNU/Linux.
На основе зулу развились некоторые упрощённые идиомы, использовавшиеся для межэтнического общения. В первую очередь это фанагало — пиджин на основе зулу, возникший среди туземных работников, которых свозили на рудники Витватерсранда со всей Южной Африки, в контакте с германскими языками (в частности, с той их разновидностью, на которой говорили работники, приехавшие из Индии). Фанагало отличается значительным упрощением морфологии (классной системы, систем согласования), потерей тональных различий.
Ещё одна разновидность зулу, распространённая особенно в городах, — так называемый исикамто (isi Camtho). В сущности, это всего лишь особый регистр зулу, с небольшими морфологическими упрощениями и большим числом заимствований из английского, африкаанс и других языков ЮАР, однако многие предпочитают рассматривать его как «отдельный язык». Причина этому проста — он связывается с культурой банд и молодёжной преступности, и таким образом носители зулу хотят «откреститься» от связи с исикамто, другое название которого — цоциталь (от tsotsi «бандит» и африк. taal «язык»).

## Википедия на языке зулу
Существует раздел Википедии на языке зулу («Википедия на языке зулу»). По состоянию на 15:48 (UTC) 23 июля 2025 года раздел содержит 11 670 статей (общее число страниц — 25 927); в нём зарегистрировано 23 573 участника, один из них имеет статус администратора; 50 участников совершили какие-либо действия за последние 30 дней; общее число правок за время существования раздела составляет 114 795.

### СМИ
- Ежедневная газета Isolezwe
- Радио Ukhozi FM с интернет-трансляцией